# Subway Surfers
Subway Surfers és un joc mòbil de tipus endless runner que està desenvolupat conjuntament per Kiloo i SYBO Games, empreses privades amb seu a Dinamarca. Està disponible a les plataformes Android, iOS, HarmonyOS, Kindle i Windows Phone i fa servir el motor de videojocs Unity. Al joc, els jugadors fan el paper de joves grafiters que, en ser atrapats en l'acte de '"grafitejar" un lloc del metro, corren per les vies del ferrocarril per escapar de l'inspector i del seu gos. Mentre corren, agafen monedes d'or, millores i molts altres articles al llarg del camí mentre esquiven simultàniament les col·lisions amb trens i altres objectes. També poden saltar damunt dels trens i navegar amb hoverboards per evadir la captura fins que el personatge xoca contra un obstacle, és atrapat per l'inspector o és atropellat per un tren, moment en què acaba el joc. Els esdeveniments especials, com ara la caça de temporada i altres, poden donar lloc a recompenses i personatges al joc.

## Jugabilitat
El joc comença tocant la pantalla tàctil, mentre en Jake (el personatge inicial del joc) o qualsevol altre personatge ruixa grafitis en un metro i és atrapat per l'inspector i el seu gos, que comença a perseguir el personatge. Mentre corre, el jugador pot lliscar cap amunt, cap avall, cap a l'esquerra o cap a la dreta per evitar xocar contra els obstacles que s'acosten, especialment els que es mouen en metro, pals, parets de túnels i barreres. Lliscant ràpidament a mesura que augmenta la velocitat, es poden obtenir més punts. Una fallada provoca que s'acabi el joc, però el jugador pot continuar corrent utilitzant les claus (ítems especials) o bé mirant un anunci. El jugador pot recollir diversos articles com ara monedes, claus, multiplicadors de puntuació, súper sabatilles esportives, motxilles propulsores, imants, caixes misterioses i potenciadors de salt. Un potenciador de salt proporciona combustió i llença cap amunt el personatge, un jetpack o motxilla propulsora ofereix la capacitat de volar, un imant de moneda atrau les monedes a la pista, les sabatilles esportives permeten saltar més alt i un multiplicador de puntuació multiplica la velocitat a la qual compta la puntuació. Els elements, com ara un hoverboard (que es pot utilitzar fent doble toc a la pantalla), permeten que el personatge eviti col·lisions i dura uns 30 segons.
Els reptes diaris i les caceres de temporada donen recompenses per moviments únics al llarg del joc. En els reptes diaris, el jugador ha de recollir lletres que constitueixen una paraula relacionada amb el joc, com ara "puntuació" i "salt"; també conegut com a "caça de paraules". Les missions tenen diverses tasques mesurades per la precisió del jugador. Es poden desbloquejar inicialment fins a 18 personatges mitjançant monedes, claus, compres dins del joc, recollint articles específics o connectant-se a un compte de Facebook. La majoria dels personatges tenen fins a 2 vestits diferents. Mentrestant, es poden desbloquejar inicialment fins a 17 monopatins voladors amb els mateixos mètodes. Cadascun té diferents habilitats que poden ajudar al jugador. Quan el joc s'actualitza a una nova ubicació, un nou personatge i un hoverboard estaran disponibles temporalment fins a la propera actualització. 